# Rührmasse

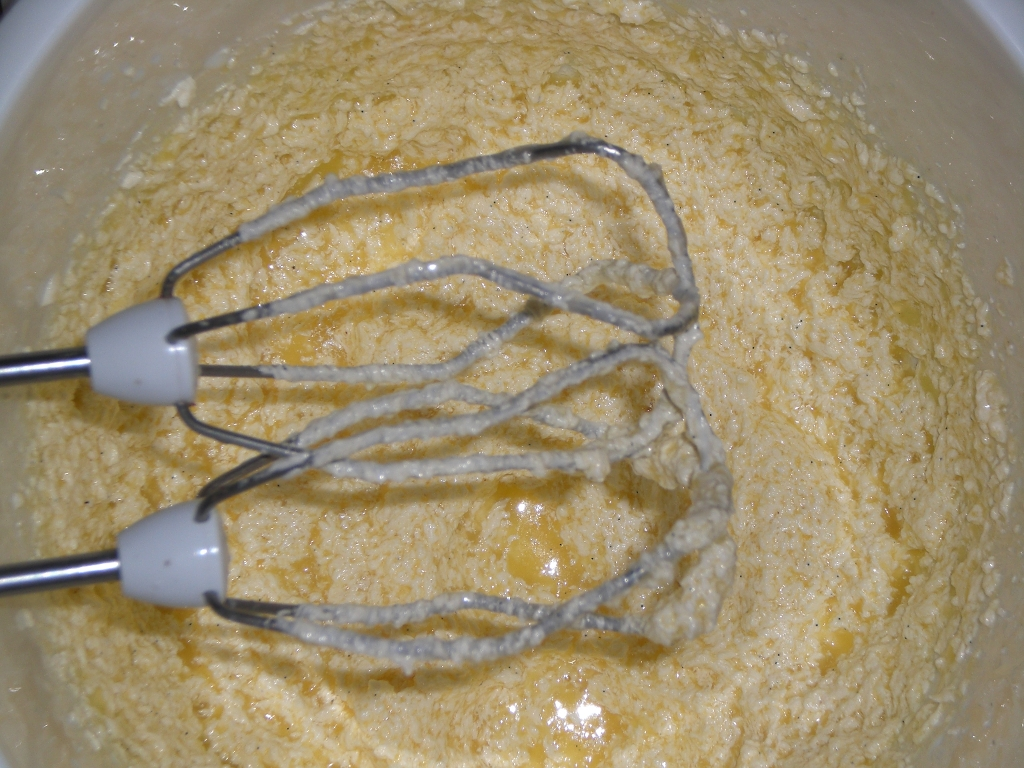
Zubereitung von Rührmasse im Haushalt mit einem Handmixer (hier für Cupcakes)

Rührmasse (oftmals, jedoch nicht fachsprachlich, auch Rührteig genannt) ist eine gerührte, teils auch aufgeschlagene Masse zur Herstellung von Kuchen und anderen feinen Backwaren, die hauptsächlich Eier, Fett, Zucker, Milch oder Wasser, Mehl und Stärke enthält. Im Vergleich zur Biskuit- und Wiener Masse hat sie einen höheren Fettanteil und ist dadurch schlechter aufzuschlagen. Die Gebäcklockerung erfolgt teils rein physikalisch durch die bei der Zubereitung eingebrachte Luft, je nach Gebäcktyp aber auch mit chemischer Unterstützung von Backtriebmittel (insbesondere Backpulver) oder ausschließlich chemisch.

## Zusammensetzung
Rührmassen unterscheiden sich stark in den Mengenverhältnissen der Zutaten. Je höher der Fettanteil, als desto „schwerer“ gelten die Masse und das resultierende Gebäck. Ist der Anteil an Weizenstärke im Vergleich zur Mehlmenge hoch (50 % bis 75 % der Gesamtmenge von Mehl und Stärke), wird die Krume feinporig, locker, zart und etwas trocken, wie für Sandkuchen gewünscht. Senkt man dagegen den Stärkeanteil oder setzt ausschließlich Mehl ein, wie es etwa bei Marmorkuchen häufig geschieht, wird die Krume grobporig und fest. Anstelle von Weizenstärke kann man auch andere Sorten wie zum Beispiel Kartoffel- oder Maisstärke verwenden. Auch Vollkornmehl eignet sich gut für Rührmassen, das Gebäck bekommt dann eine kernigere Beschaffenheit.
Sandmasse ist eine Rührmasse, die gemäß deutschem Lebensmittelbuch auf 100 Teile Gesamt-Masse mindestens 20 Teile Butter oder andere Fette und mindestens 20 Teile Vollei enthält. Eine besonders schwere Sandmasse ist die „altdeutsche Masse“, die Eier, Zucker, Fett und Mehl/Stärke zu gleichen Teilen enthält („Gleichschwerkuchen“).

## Herstellung
Charakteristisch für Rührmassen ist, dass die Zutaten durch Verrühren miteinander verbunden und emulgiert werden. Außerdem wird durch das Rühren sowie (je nach Rezept) auch durch Aufschlagen der Gesamtmasse oder eines Teils der Zutaten in mehr oder minder starkem Maße Luft in die Masse eingearbeitet und eine physische Gebäcklockerung ermöglicht. Durch die Lufteinbringung sinkt die Dichte der Masse, die professionelle Bäcker bestimmen, indem sie ein definiertes Volumen der Masse entnehmen und wiegen. Typische Litergewichte für Rührmassen liegen im Bereich von 600–900 g/l. Ausreichend belüftete Massen können völlig ohne Backtriebmittel gebacken werden; bei anderen Gebäcken wie etwa Amerikanern ist dagegen eine wenig belüftete Masse und die Verwendung von Backtriebmittel gerade charakteristisch. In der Bäckerei erfolgen diese Zubereitungsschritte in der Regel mit einer Rühr- und Anschlagmaschine, im Haushalt mit dem Handmixer oder mit der Küchenmaschine. Ein allgemeingültiges Verarbeitungsverfahren für die Zutaten gibt es nicht – die Arbeitsschritte variieren je nach Rezept.
- Für Rührmassen mit hohem Ei-Anteil eignet sich das Ein-Kessel-Verfahren ähnlich der Wiener Masse, bei dem man zunächst Ei, Zucker, Salz und Aromen zusammen aufschlägt (oftmals unter Erwärmung zur Verbesserung der Emulsion) und anschließend Mehl und Stärke und zuletzt das Fett einarbeitet.
- Bei geringerem Eianteil können Fett, Zucker, Ei, Salz und Aromen zusammen schaumig gerührt, dann Flüssigkeit, Mehl und Stärke eingearbeitet werden.
- Bei hohem Fettanteil, wie etwa bei schwerer Sandmasse, eignet sich ein Zwei-Kessel-Verfahren, bei dem Fett und Eier getrennt belüftet werden. Möglich ist auch ein Drei-Kessel-Verfahren, bei dem Eigelb und Eiklar noch einmal getrennt aufgeschlagen werden. Das Zwei- und Drei-Kessel-Verfahren sind jedoch relativ arbeitsaufwendig und teuer.
- In der einstufigen Herstellungsweise werden alle Zutaten zunächst zusammen verrührt und dann die Masse aufgeschlagen. Hierfür ist es aber zwingend erforderlich, Aufschlagmittel zuzugeben. Dieses so genannte „All-in-Verfahren“ ist die übliche Vorgehensweise in der industriellen Herstellung und bei Verwendung von Convenience-Produkten und Backmischungen (auch im Haushalt).[1][2]

## Backwaren aus Rührmasse

Eine Muffin-Rührmasse beim Aufgehen im Ofen

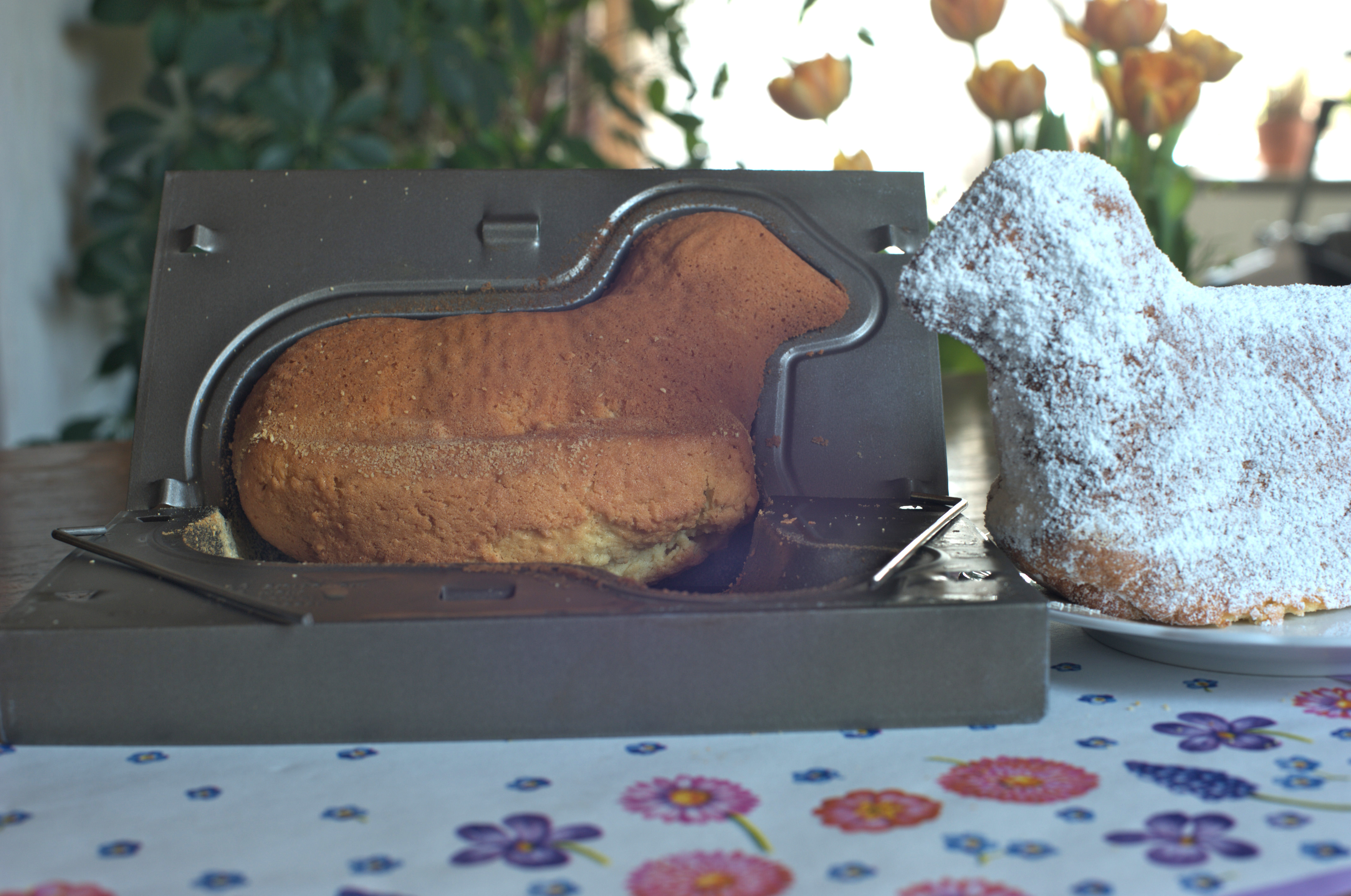
Osterlamm aus Rührmasse in Backform

Rührkuchen können in Kasten-, Gugelhupf- und anderen Formen, außerdem als Blechkuchen gebacken werden. Zu den feinen Backwaren aus Rührmasse zählen:
- Amerikaner
- Donauwelle
- Englischer Kuchen
- Königskuchen
- Marmorkuchen
- Muffins
- Osterlamm (und andere Gebildbrote)
- Sandkuchen

Auch die Masse für Baumkuchen ist nach ihrer Zusammensetzung eine Rührmasse mit hohem Ei- und Fettanteil.